# Lamongan (distriktshuvudort i Indonesien)
Lamongan är en distriktshuvudort i Indonesien.   Den ligger i provinsen Jawa Timur, i den västra delen av landet, 600 km öster om huvudstaden Jakarta. Lamongan ligger 8 meter över havet och antalet invånare är 59 224.
Terrängen runt Lamongan är mycket platt, och sluttar norrut. Runt Lamongan är det tätbefolkat, med 613 invånare per kvadratkilometer. Det finns inga andra samhällen i närheten. Trakten runt Lamongan består till största delen av jordbruksmark.